# Friedrich Max Müller
Friedrich Max Müller (6. prosince 1823 – 28. října 1900), ve Spojeném království známější jako Max Müller, byl německý filolog, lingvista a orientalista, jeden ze zakladatelů indologie. Zásadním způsobem se zasadil o vytvoření religionistiky. Byl vydavatelem padesáti svazkového díla Sacred Books of the East a rozsáhlé práce Sacred Books of the Buddhist.

## Život a dílo
Müller se narodil v německém městě Dessau. Jeho otec, Wilhelm Müller, učil na gymnáziu a je znám coby romantický básník. Jeho matkou byla Adelheide Müllerová.
Roku 1840 nastoupil na Lipskou univerzitu, kde začal studovat klasické jazyky, zejména pak sanskrt. Již roku 1843 promoval a nastoupil na univerzity v Berlíně a Paříži, kde začal se studiemi antropologie a psychologie. V roce 1844 publikoval svou první práci, překlad Hitópedáši, indických pohádek. Roku 1847 se vydal do Londýna, kde začal pracovat na překladu Rgvédy. O rok později začal působit na univerzitě v Oxfordu, kde působil po zbytek svého života; od roku 1854 jako profesor. Zasloužil se o tamější založení nových oborů – srovnávací religionistiky, srovnávací mytologie a srovnávací filologie.
V roce 1867 vydal první díl práce Chips from a German Workshop. Tato kniha je považována za stěžejní moment v historii srovnávací religionistiky. Datum jejího vydání se často uvádí jako vznik religionistiky jakožto nového vědního oboru. V roce 1870 uspořádal sérii čtyř přednášek, ve kterých se snažil vytvořit koncepci, jak by měla nově se formulující věda, tedy religionistika, vypadat. Přednášky měly obrovský ohlas a vzhledem k tomu, že ne vždy se posluchači vešli do sálu, musel některé přednášky opakovat. Celá série pak byla vydaná knižně v roce 1873 pod názvem Introduction to the Science of Religion (Úvod do religionistiky). Kniha je vůbec prvním úvodem do religionistiky vůbec.
Byl rovněž členem zednářské lóže.

## Srovnávací mytologie
Müllerovo pojetí mytologie se označuje jako solární či přírodní mytologie a je úzce spojeno s takzvanou mytologickou školou. Mýtu podle jeho názoru předcházelo prvotní náboženství, víra v božského stvořitele, kterou v člověku probudilo jeho zkušenost s přírodními jevy, především pak sluneční světlo. Mýtus vznikl až následně, ze spontánních poetických vyjádření o pohybech slunce, případně dalších nebeských jevech, které byly pozdějším generacím nesrozumitelné. Hovořil proto o mýtu jako o „chorobě jazyka“, o procesu, kdy se nomina (obecná jména) mění v numina (vlastní jména božstev). Rané fáze tohoto procesu podle Müllera zachycují indické védy s důrazem na božstva, jako je Súrja (Slunce), Ušas (Úsvit) nebo Djaus (Nebe), i řecké náboženství má stále zachycovat tento metaforický charakter mýtu: „Nyx zrodila Hypna a Oneiroi“ bylo podle jeho názoru chápáno prostě jako „V noci lidé spí a sní.“ Ale už „pár století“ před Thalétem (7. až 6. století př. n. l.) došlo k záměně obecných slov za vlastní jména a rozvoji polyteismu. Přestože byla Müllerova hypotéza založena především na indoevropském materiálu byl podle jeho názoru daný proces univerzální a proběhl u všech lidských populací, přičemž není vždy jasné, kdy jsou podle Müllera mytologické paralely důsledkem sdílených psychologických pochodů a kdy kulturních a historických procesů. Zároveň se ale domníval, že danému „zdoslovnění“ se kvůli svému charakteru vyhnuli semitské jazyky, jejichž mluvčí podle něj postrádají mýty.
Tezí o solárním charakteru indoevropské mytologie Müller navazoval na starší myšlenky Friedricha Schlegela, Karla Otfrieda Müllera a Franez Moneho, kteří postulovali jako „pravé“ indoevropské náboženství jako dualistické náboženství světla a slunce, které nemá nic společného s „degenerovaným“ a „materialistickým“ uctíváním přírody, pohanstvím či panteismem. Vliv na jeho hypotézu také mělo jeho vlastní náboženské přesvědčení: pietisticky, liberálně a humanisticky orientované luteránství; a jeho přesvědčení, že víra k člověku nemusí přicházet skrze zjevení, ale vychází ze zkušenosti přirozeného světa. Z toho vycházelo i jeho negativní hodnocení mýtu, který chápal jako sekundární oproti náboženské víře.
Už na konci 19. století srovnávací mytologie Müllerova stylu prošla určitým úpadkem v důsledku kritiky, která poukazovala na to, jak jsou podobné hypotézy založené jen na velmi malém množství dat, a na to jak jsou výrazně závislé na spekulaci. Antropolog Andrew Lang v rámci satiry dokonce pokusil metodami srovnávací mytologie dokázat, že sám Max Müller je solární božstvo.

## Seznam teorií vzniku lidské řeči
V roce 1861 publikoval Max Müller seznam teorií vzniku lidské řeči:

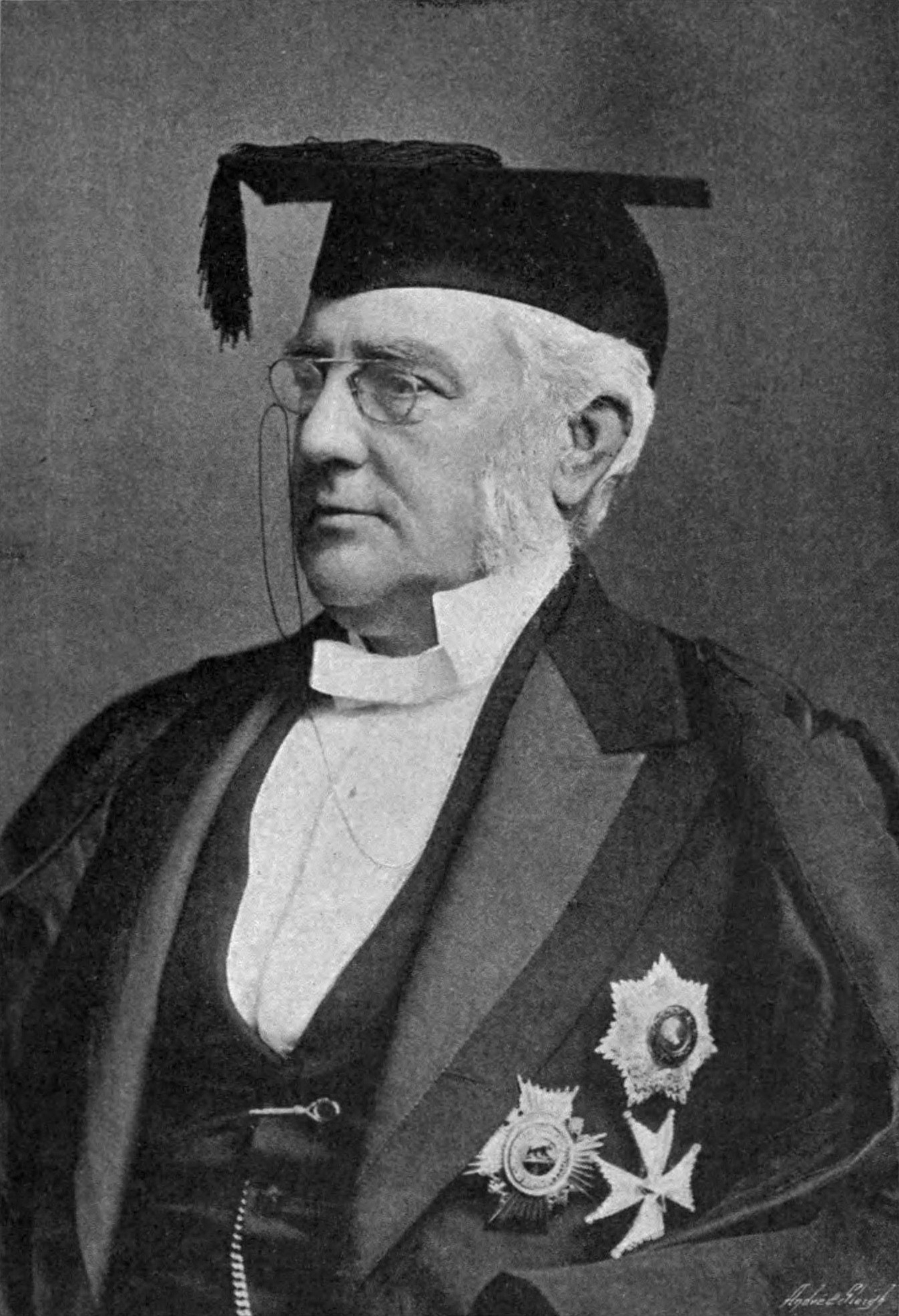
Portrét Friedricha Maxe Müllera

- Portrét Friedricha Maxe Müllerahaf haf – teorie podle níž se řeč vyvinula z citoslovcí, které imitují zvuky přírody. Za jejího autora označil německého filosofa Johanna Gottfrieda Herdera a na tento koncept již dříve také sázel Gottfried Wilhelm Leibniz,[7]
- fuj fuj – teorie podle níž, jak uváděl také Condillac, je napodobování faktem jazyka a předcházet mu musela emotivní fáze; první slova vznikala ve formě citoslovcí a výkřiků emotivního afektu, kde jako spouštěč fungovaly prožitky bolesti, libosti, překvapení atd.,[7]
- bim bam – teorie podle níž všechny objekty přirozeně rezonují a určitým způsobem se v člověku ozývají prostřednictvím prvotních slov. Otto Jespersen se domníval, že jazyku předcházelo vědomí harmonie,[7]
- hej rup – teorie podle níž řeč vzešla ze zpěvů, které doprovázely a rytmizovaly kolektivní činnost,[7]
- la-la-la – teorie, která nebyla součástí Müllerova seznamu. Ivan Fónagy předpokládal, že protojazyk se shoduje s expresí hravosti v podobě žvatlání kojenců.[7]

Většina odborné veřejnosti považuje tyto teorie za naivní a nevýznamné. Problematický je jejich přílišný mechanistický charakter.